# 98年世代
98年世代（きゅうじゅうはちねんせだい、スペイン語: Generación del 98）は、1898年のスペインで自国の後進性を憂いて未来を模索した知識人の集団を指す名称。小説家、詩人、随筆家、哲学者などで構成された。

## 背景

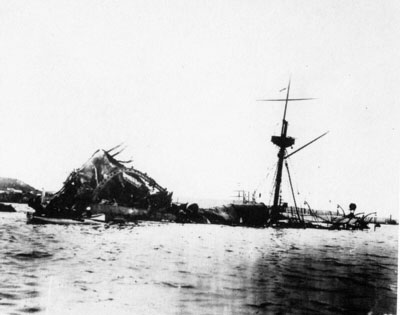
1898年の米西戦争

1898年にアメリカ合衆国と戦った米西戦争で敗れたスペインは、同年12月10日のパリ条約によってキューバ・プエルトリコ・フィリピンを失い、大航海時代から保持していた植民地をほぼすべて喪失した（モロッコのみが残った）。
「スペインとは何か」「スペイン人とは何か」「スペイン/スペイン人の本質はどこにあるのか」「スペイン/スペイン人はどうしたら再生できるのか」などを問い、スペイン的美徳やスペイン的価値を再認識した。構成者の多くは1864年から1875年に生まれた若い著作家や思想家などであり、彼らによって哲学的な随筆や思索的な小説が出版されている。マドリード出身のハシント・ベナベンテ以外の全員がカスティーリャ地方以外の出身であり、「スペインの衰退や後進性をもたらしたものはマドリードまたはカスティーリャである」と批判した。なお、「98年世代」という名称が生まれたのは1913年になってからのことであり、アリソンが自身の随筆のタイトルに使用した。

## 構成者
- ホアキン・コスタ（英語版）（著作家）
- アンヘル・ガニベット（英語版）（外交官・著作家）
- ミゲル・デ・ウナムーノ（哲学者・詩人・小説家）
- ラモン・デル・バリェ＝インクラン（小説家・劇作家）
- アソリン（詩人）
- ピオ・バローハ（小説家）
- アントニオ・マチャード（詩人）
- マヌエル・マチャード（英語版）（詩人）
- ラミロ・デ・マエストゥ（英語版）（評論家）
- ハシント・ベナベンテ（劇作家） - 1922年にノーベル文学賞を受賞。

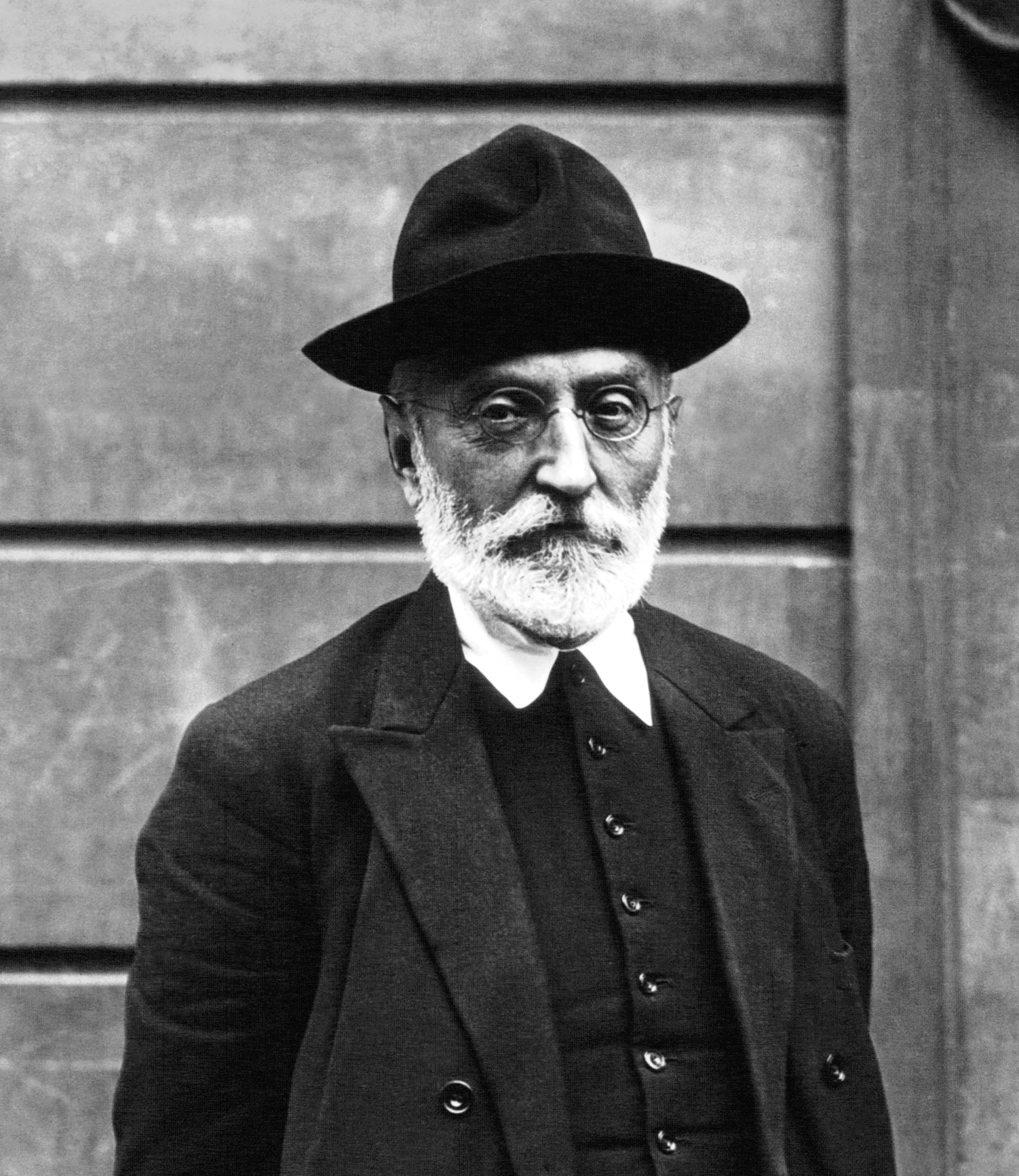
ミゲル・デ・ウナムーノ
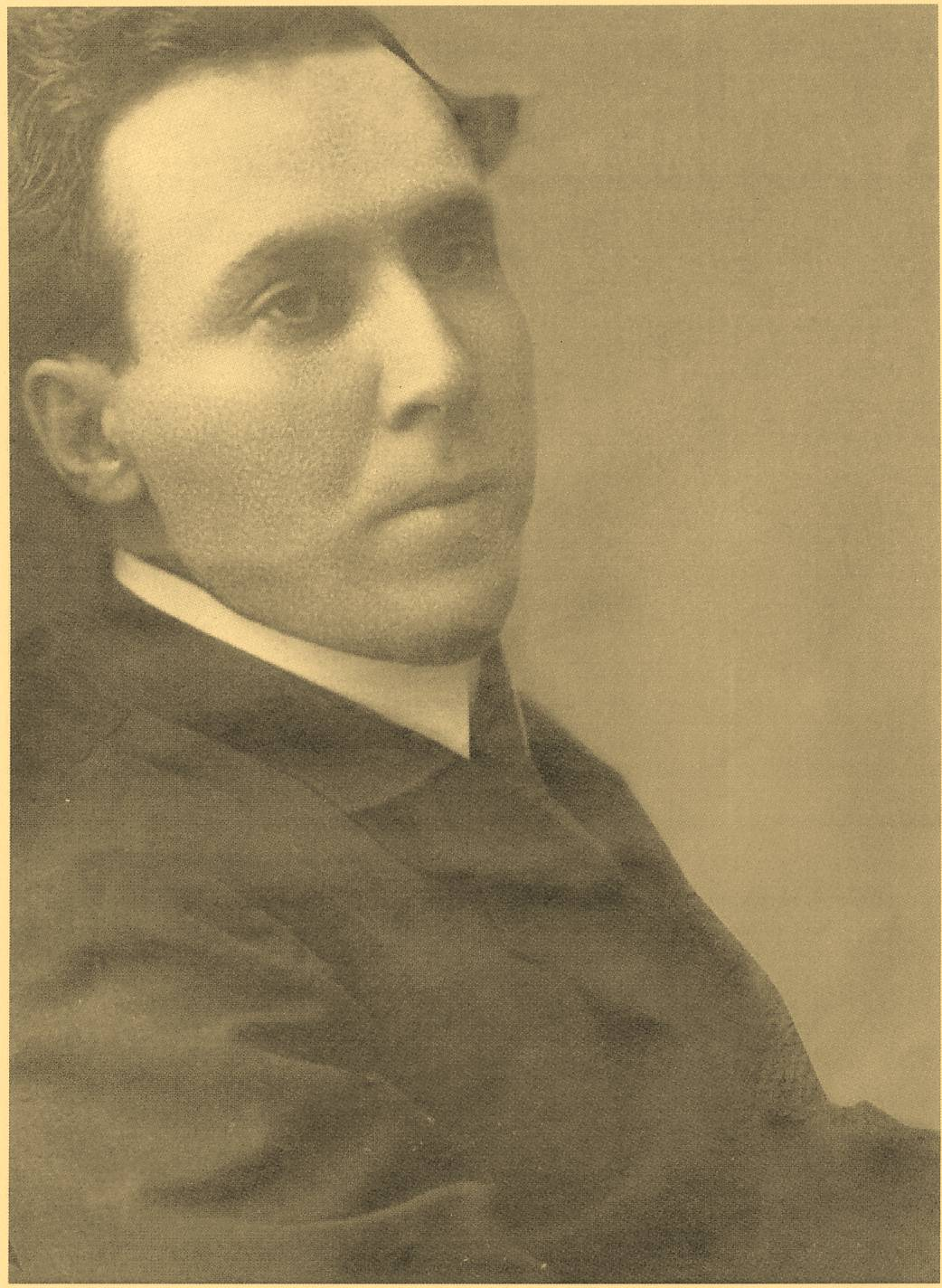
アントニオ・マチャード
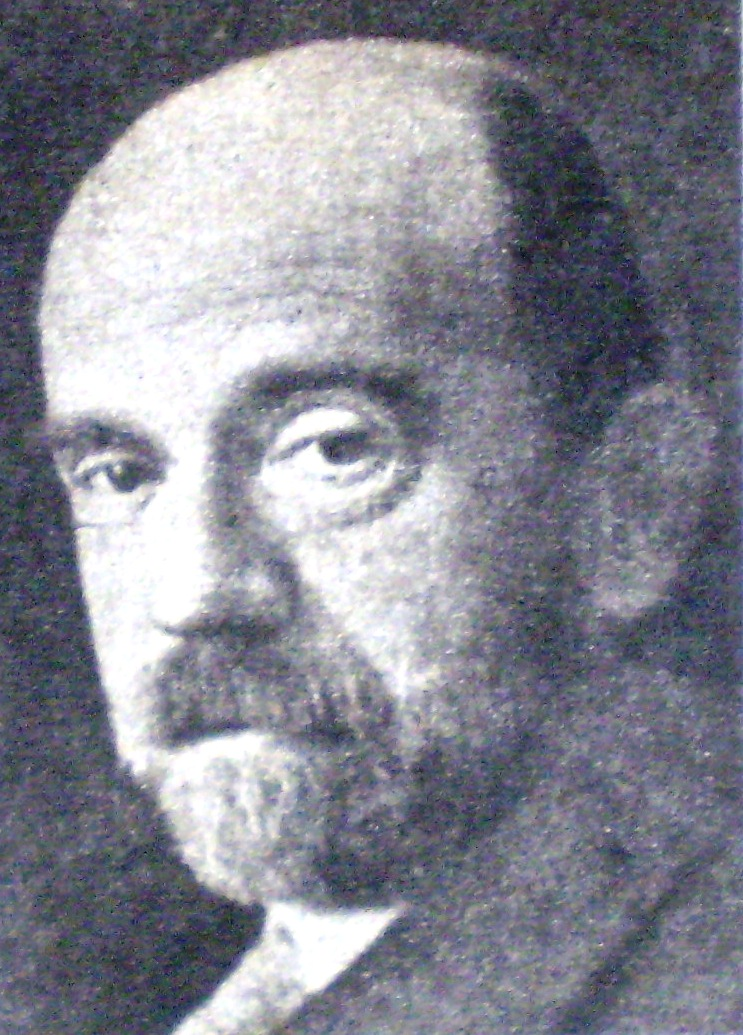
ピオ・バローハ
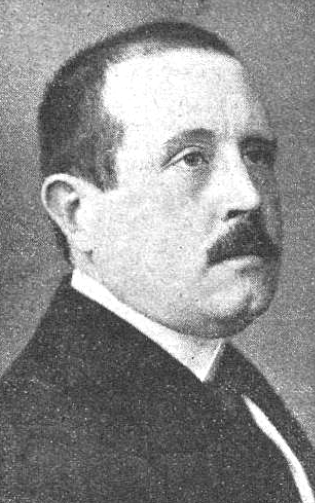
アソリン
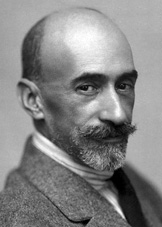
ハシント・ベナベンテ